# Вашон, Роги
Рогасье́н Розе́р «Роги» Вашо́н (фр. Rogatien Rosaire "Rogie" Vachon, родился 8 сентября 1945 года в Пальмаролле, провинция Квебек, Канада) — бывший канадский профессиональный хоккеист, вратарь клубов НХЛ «Монреаль Канадиенс», «Лос-Анджелес Кингз», «Детройт Ред Уингз» и «Бостон Брюинз». 27 июня 2016 года было объявлено о включении Вашона в Зал хоккейной славы в Торонто. Церемония включения прошла 14 ноября 2016 года.

## Карьера
Воспитанник молодёжной команды клуба «Монреаль Канадиенс» Рогасьен Вашон присоединился к основной команде клуба в 1966 году в качестве резервного вратаря; основным голкипером клуба в те годы был ветеран Лорн Уорсли. Уже второй сезон молодого вратаря в команде принёс ему первые в карьере награды: «Монреаль» выиграл Кубок Стэнли, а вратарский дуэт Уорсли-Вашон завоевал Везина Трофи. В 1970 году Уорсли был обменян в «Миннесоту»; Вашон по праву занял место основного голкипера, единственным омрачающим момент фактом стало то, что впервые за долгое время клуб не смог попасть в розыгрыш Кубка Стэнли. В 1971 году «Монреаль» праздновал очередной триумф в Кубке Стэнли; в плей-офф блестящую игру показал новый напарник Вашона, Кен Драйден. Для Вашона триумф Драйдена означал потерю места основного голкипера команды; такое положение дел вратаря не устраивало и он стал добиваться обмена. Руководство клуба не стало удерживать Вашона в команде против его воли и в ноябре 1971 года Рогасьен Вашон стал игроком «Лос-Анджелес Кингз».
В составе «Королей» Вашон стал безоговорочным номером 1 и сохранял этот пост до самого ухода из команды. По сей день большинство командных рекордов «Лос-Анджелес Кингз» среди вратарей принадлежит Роги Вашону: наибольшее число сыгранных матчей (389), наибольшее число побед(171), наибольшее число «сухих» матчей(32). Вашон стал первым игроком «Королей», чей номер был выведен из обращения. Трижды за время выступления за «Кингз» Роги Вашон принимал участие в Матче всех звёзд НХЛ; поистине звёздным часом голкипера стал 1976 год, когда он в составе сборной Канады выиграл первый розыгрыш Кубка Канады, став при этом самым ценным игроком команды, а также лучшим вратарём турнира, опередив таких признанных мастеров вратарского цеха, как Владислав Третьяк, Владимир Дзурилла и Иржи Голечек. В 1978 году, после окончания контракта с «Лос-Анджелесом», Роги Вашон как свободный агент подписал соглашение с «Детройт Ред Уингз».Отыграв за «Детройт» 2 сезона, Вашон перешёл в «Бостон», где 2 года спустя, в 1982-м, и завершил карьеру хоккеиста.
Завершив карьеру действующего хоккеиста, Роги Вашон вошёл в тренерский штаб «Лос-Анджелес Кингз». В 1984 году бывший голкипер стал генеральным менеджером клуба и оставался на этом посту до 1992 года. После ухода с поста генерального менеджера Вашон остался в штабе «Кингз», продолжая занимать различные должности в руководстве. Трижды за время работы в «Кингз» — в 1984, 1987 и 1995 году — Роги Вашон исполнял обязанности главного тренера команды. И после выхода на пенсию бывший голкипер продолжает сотрудничество с «Лос-Анджелесом», представляя команду на различных общественных мероприятиях.

## Достижения
- Обладатель Кубка Стэнли (3): 1968, 1969, 1971
- Обладатель Везина Трофи: 1968
- Победитель Кубка Канады: 1976
- Самый ценный игрок сборной Канады на Кубке Канады 1976 года, также лучший вратарь и член символической сборной турнира.
- Участник Матча всех звёзд (3): 1973, 1975, 1978
- Номер 30, под которым выступал Вашон, выведен «Лос-Анджелес Кингз» из обращения 14 февраля 1985 года.
- Входит в список вратарей НХЛ, одержавших более 300 побед.